# Ryszard Sikora (inżynier)
Ryszard Stanisław Sikora (ur. 1932) – polski inżynier, profesor nauk technicznych.

## Życiorys
W 1956 r. ukończył studia w Politechniki Śląskiej, w 1967 r. obronił pracę doktorską, w 1976 r. uzyskał tytuł profesora technicznych. 
Został pracownikiem naukowym w Zachodniopomorskim Uniwersytecie Technologicznym w Szczecinie, w Sieci Badawczej Łukasiewicz – Instytucie Elektrotechniki, oraz w Akademii Humanistyczno-Ekonomicznej w Łodzi. 
Był członkiem prezydium Polskiego Towarzystwa Zastosowań Elektromagnetyzmu i członkiem Komitetu Elektrotechniki PAN.